# Insurgência iraquiana

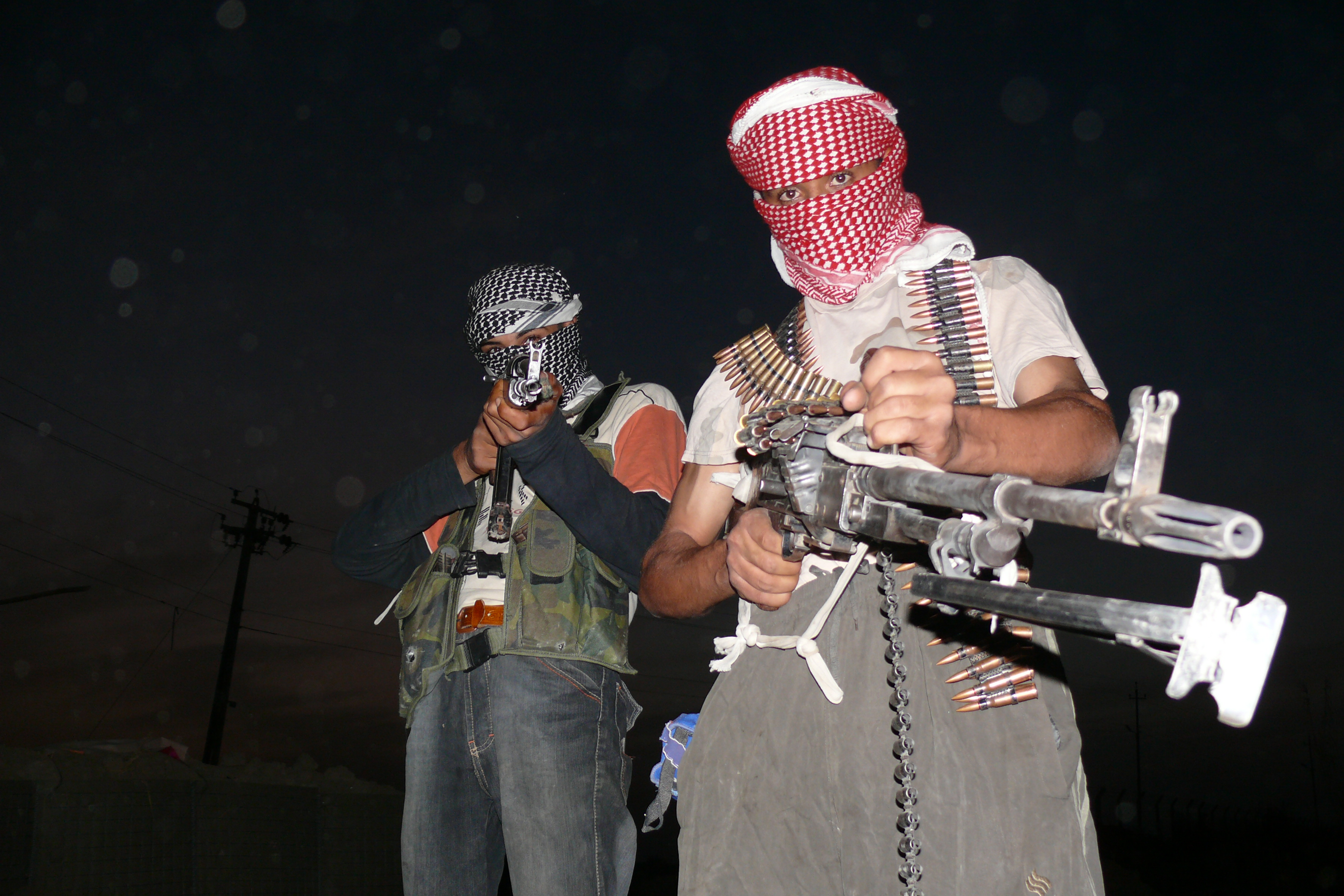
Guerrilheiros iraquianos.

Tropas americanas, na cidade iraquiana de Tall Afar, em combate contra a resistência iraquiana.

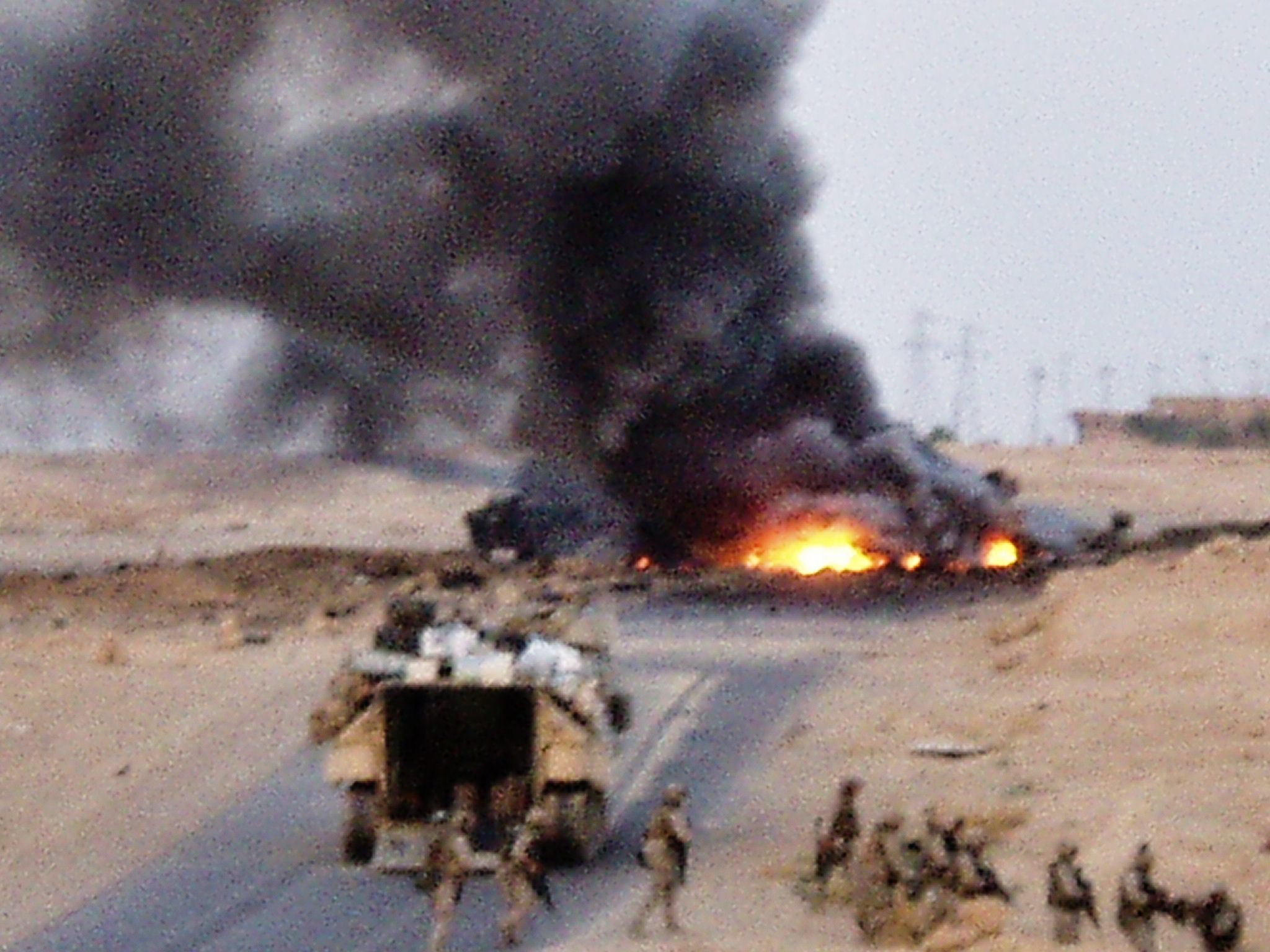
Explosão de uma bomba contra forças da coalizão ocidental.

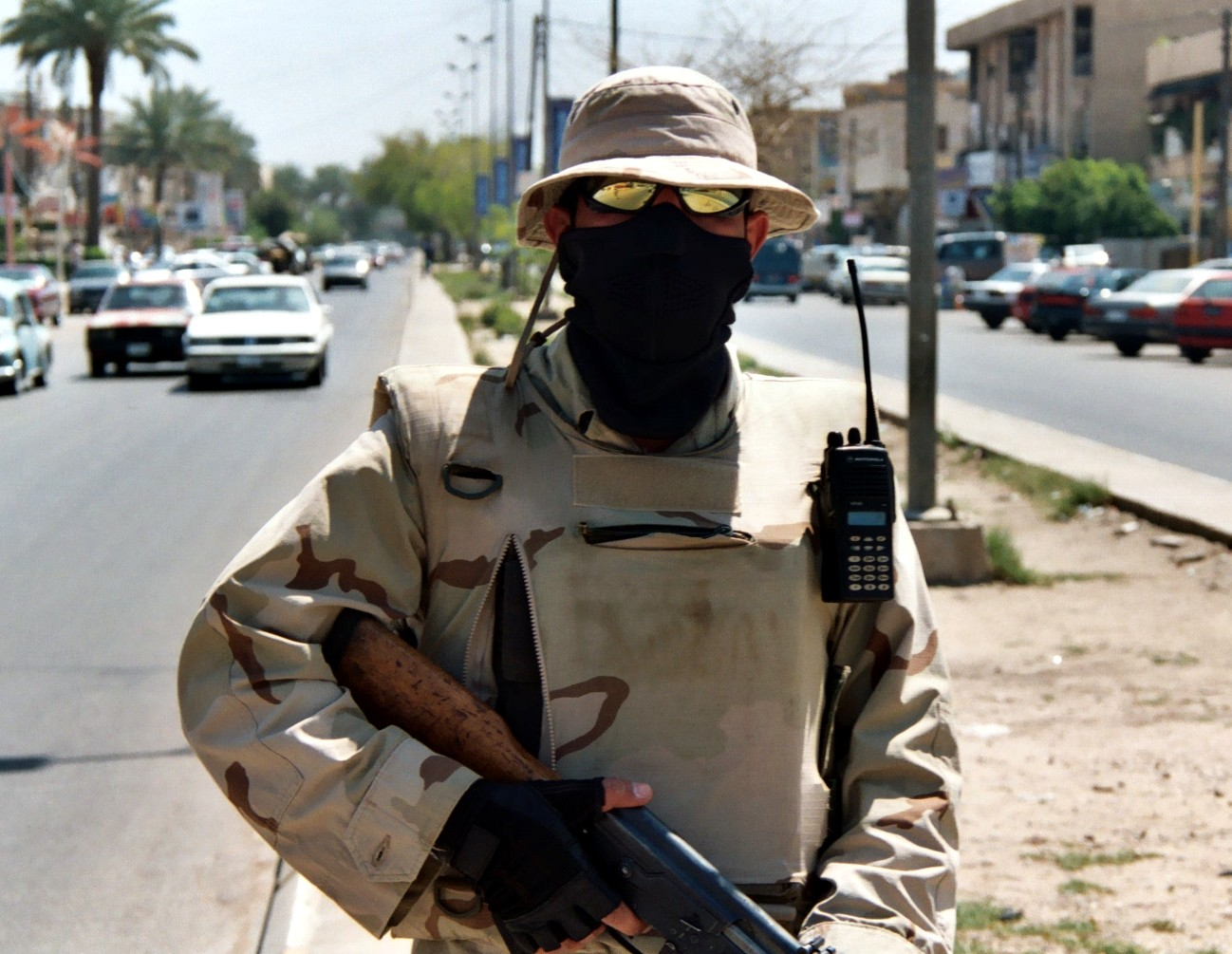
Um intérprete do exército iraquiano a serviço da coalizão.

A insurgência iraquiana ou guerrilha iraquiana refere-se ao movimento de resistência armada à ocupação do Iraque por uma coalizão de países ocidentais liderada pelos Estados Unidos e pelo  Reino Unido, entre 2003 e 2011. Grupos de guerrilheiros, em sua maioria sunitas (mas também contando com islamitas xiitas), opuseram-se também ao recém criado governo iraquiano de transição (2005 - 2006), instalado pela coalizão ao final do governo interino (2004 - 2005), também instalado pela mesma coalizão, que também derrubara o presidente do país, Saddam Hussein, em abril de 2003.
Inicialmente, a maioria dos insurgentes eram lealistas do Partido Ba'ath - formado por ex-oficiais do partido, membros das Forças Armadas e grupo paramilitares como Guarda Republicana e Fedayeen Saddam - visando a restauração de Saddam Hussein e/ou do regime ba'athista. O segundo grupo era de jihadistas sunitas, movidos principalmente por motivação religiosa e mais extremistas que os ba'athistas. Há um cruzamento entres esses dois grupos, e ambos eram mais ativos na área conhecida como o Triângulo Sunita, onde a maioria da população é sunita e era a favor de Saddam Hussein. Contrário a esses dois grupos são as milícias xiitas, formadas para lutar tanto a ocupação quanto os insurgentes sunitas. Esses grupos são apoiados pelo Irã, país xiita e hostil aos Estados Unidos.
Paralelamente, uma brutal guerra civil travou-se entre os diversos grupos e facções, envolvendo praticamente toda a população do país. Combatentes estrangeiros também foram ao Iraque para lutar contra as tropas ocidentais. Durante o período de ocupação, ocorreram numerosas violações dos direitos Humanos, tanto por parte dos grupos da resistência como das forças ocupantes.

## Escalada da violência
Em 2003, no primeiro ano de ocupação do Iraque, a violência era esporádica. Mas, em 2004, a resistência à ocupação (agora protagonizada por jihadistas ligados a facções extremistas como a al-Qaeda) se organizou e intensificou suas  ações contra as tropas da coalizão ocidental. Constituiu-se uma guerrilha urbana, com maciços atentados a bomba e extenso uso de explosivos improvisados. Entre 2003 e 2007, pelo menos 600 mil iraquianos morreram, sendo a esmagadora maioria composta de civis. De 2003 a 2011, cerca de 4 491 militares americanos também perderam a vida, assim como outros 400 soldados da coalizão, dos quais 179 eram britânicos. Em 2007, contudo, a violência começou a declinar, o que se atribuiu à maior presença de tropas americanas e à reconciliação de grupos xiitas e sunitas moderados com o governo iraquiano.
A violência no Iraque voltou a ganhar força após a retirada das forças americanas do país, em 2011. Em 2014, os combates voltaram a se intensificar, e o Iraque retornou ao caos de uma nova guerra civil, principalmente com o fortalecimento do grupo Estado Islâmico do Iraque e do Levante.